# 中村弘道 (建築家)
中村 弘道（なかむら ひろみち、1942年 -　）は日本の建築家。中村弘道・都市建築計画設計研究所代表取締役。一級建築士。1997年度にグッドデザイン賞を受賞した秦野駅橋上駅舎のデザイナーのひとり。丹下健三のもとで働き、丹下健三・都市建築設計研究所（ URTEC）に1971年 - 1987年まで在籍し、多くの海外のプロジェクトにかかわった経験を持つ。サンフランシスコのウェルバブエナセンター再開発（事務所、アイスアリーナ、商業などのコンプレックス）からボルチモアインナーハーバーウェスト（集合住宅中心のコンプレックス）ミネアポリスアートコンプレックス増築（美術館、子供のための劇場）テヘランのファーラー王妃冠のホテル、サウディアラビア国王国家宮殿、王国国家宮殿、ヨルダン国王と王妃の宮殿、シリアダマスカス大統領副大統領官邸公邸、ナイジェリア新首都都心計画（国会議事堂、最高裁判所）など国内の経験以上に海外の計画が多く、実現しなかったものも多い。東京都新都庁舎の折もコンペ時から実施設計完了まで精力的にたずさわった。

## 経歴
東京都生まれ。1966年東京理科大学工学部建築学科卒業。佐藤武夫事務所。1968年からは大高建築設計事務所。 1971 URTEC 入所。1987年 URTEC 退所。中村弘道都市建築計画研究所設立。